# Jaroslava Schallerová
Jaroslava Schallerová (, a volte accreditata come Jarka Shallerová; Praga, 25 aprile 1956) è un'attrice ceca divenuta popolare negli anni '70.
Esordì come attrice all'età di 13 anni nel film dallo stile nová vlna Fantasie di una tredicenne. Recitò con continuità per tutti gli anni '70 e in maniera più discontinua fino agli anni '90.

## Filmografia
- Fantasie di una tredicenne - regia di Jaromil Jireš (1970)
- Szép lányok, ne sírjatok! - regia di Márta Mészáros (1970)
- Égi bárány - regia di  Miklós Jancsó (1970)
- Hangyaboly (1971)
- Végre, hétfö! (1971) (con il nome Jarka Schallerova)
- Homolka a Tobolka (1972)
- My, ztracený holky (1972)
- Zlà noc (1973)
- Laska (1973)
- Die Elixiere des Teufels (1973)
- La piccola ninfa di mare - regia di Karel Kachyňa (1975)
- Zaklęte rewiry (1975)
- Der Hasenhüter (1976) (TV)
- Do posledného dychu (1976)
- 30 panen a Pythagoras (1977)
- Píseň o stromu a růži (1978)
- Kočičì princ (1978)
- Die Gänsehirtin am Brunnen (1979)
- Utěky domů (1980)
- Křeček v noční košili (1987) Serie TV
- Uf-oni jsou tady (1990)

## Doppiatrici italiane
Nelle versioni in italiano delle opere in cui ha recitato, Jaroslava Schallerová è stata doppiata da
- Emanuela Rossi in Fantasie di una tredicenne